# Divizia A1 2023-2024 (pallavolo maschile)
La Divizia A1 2023-2024, 75ª edizione della massima serie del campionato rumeno di pallavolo maschile, si è svolta dal 14 ottobre 2023 al 1º maggio 2024: al torneo hanno partecipato dodici squadre di club rumene e la vittoria finale è andata per la prima volta al Corona Brașov.

## Regolamento

### Formula
La formula ha previsto:
- Regular season, disputata con un girone all'italiana, con gare di andata e ritorno, per un totale di ventidue giornate: le prime otto classificate hanno acceduto ai play-off scudetto e le ultime quattro hanno acceduto ai play-out retrocessione;
- Play-off scudetto, strutturati con quarti di finale e semifinali al meglio delle due vittorie su tre gare e finali per il terzo posto e per lo scudetto al meglio delle tre vittorie su cinque gare; le squadre perdenti i quarti di finale hanno acceduto ai play-off per il quinto posto;
- Play-off 5º posto, strutturati con semifinali, finale per il 7º posto e finale per il 5º posto, tutte al meglio di due vittorie su tre gare;
- Play-out retrocessione, strutturati con semifinali, disputate al meglio delle tre vittorie su cinque gare, e finali per il 9º per l'11º posto al meglio delle due vittorie su tre gare: le ultime due squadre classificate sono retrocesse in Divizia A2.

### Criteri di classifica
Se il risultato finale è stato di 3-0 o 3-1 sono stati assegnati 3 punti alla squadra vincente e 0 a quella sconfitta, se il risultato finale è stato di 3-2 sono stati assegnati 2 punti alla squadra vincente e 1 a quella sconfitta.
L'ordine del posizionamento in classifica è stato definito in base a:
- Punti;
- Numero di partite vinte;
- Ratio dei set vinti/persi;
- Ratio dei punti realizzati/subiti[2].

## Squadre partecipanti
| Club                    | Stagione | Città       | Impianto                                  | Stagione precedente                                      |
| ----------------------- | -------- | ----------- | ----------------------------------------- | -------------------------------------------------------- |
| Arcada Galați           | dettagli | Galați      | Sala Sporturilor Dunărea                  | Campione di Romania                                      |
| Baia Mare               | dettagli | Baia Mare   | Sala Polivalentă Lascăr Pană              | 7ª in Divizia A1                                         |
| Corona Brașov           | dettagli | Brașov      | Sala Sporturilor Dumitru Popescu Colibași | 1ª in Divizia A2 (girone Est); 2ª al torneo promozione   |
| CSM Constanța           | dettagli | Costanza    | Sala Sporturilor                          | 8ª in Divizia A1                                         |
| Dinamo Bucarest         | dettagli | Bucarest    | Sala Polivalentă Dinamo                   | 4ª in Divizia A1                                         |
| Rapid Bucarest          | dettagli | Bucarest    | Sala Polivalentă Rapid                    | 5ª in Divizia A1                                         |
| SCM Zalău               | dettagli | Zalău       | Sala Sporturilor Gheorghe Tadici          | 6ª in Divizia A1                                         |
| Steaua Bucarest         | dettagli | Bucarest    | Sala Mihai Viteazul                       | 2ª in Divizia A1                                         |
| Unirea Dej              | dettagli | Dej         | Sala Polivalenta Petru Stăvariu           | 9ª in Divizia A1                                         |
| Universitatea Cluj      | dettagli | Cluj-Napoca | Sala Sporturilor Horia Demian             | 10ª in Divizia A1                                        |
| Universitatea Craiova   | dettagli | Craiova     | Sala Polivalentă                          | 3ª in Divizia A1                                         |
| Universitatea Timișoara | dettagli | Timișoara   | Sala Universitatea de Vest din Timișoara  | 1ª in Divizia A2 (girone Ovest); 1ª al torneo promozione |

## Torneo

### Regular season

#### Risultati
| Prima giornata |                                         |     |                                  |
|                |                                         |     |                                  |
| 14-10          | Universitatea Cluj - Steaua Bucarest    | 0-3 | 22-25, 17-25, 15-25              |
| 14-10          | Arcada Galați - SCM Zalău               | 3-0 | 25-21, 25-19, 27-25              |
| 15-10          | Dinamo Bucarest - Baia Mare             | 3-0 | 25-21, 25-14, 25-19              |
| 14-10          | CSM Constanța - Universitatea Timișoara | 3-0 | 25-16, 25-12, 25-17              |
| 14-10          | Universitatea Craiova - Corona Brașov   | 3-2 | 36-34, 25-27, 25-18, 16-25, 15-9 |
| 14-10          | Unirea Dej - Rapid Bucarest             | 0-3 | 16-25, 18-25, 19-25              |

| Seconda giornata |                                                 |     |                                   |
|                  |                                                 |     |                                   |
| 21-10            | Steaua Bucarest - Rapid Bucarest                | 3-2 | 25-22, 25-27, 20-25, 25-17, 15-13 |
| 21-10            | Corona Brașov - Unirea Dej                      | 3-0 | 25-20, 25-17, 25-16               |
| 21-10            | Universitatea Timișoara - Universitatea Craiova | 0-3 | 13-25, 21-25, 18-25               |
| 23-10            | Baia Mare - CSM Constanța                       | 2-3 | 26-24, 18-25, 22-25, 25-21, 13-15 |
| 21-10            | SCM Zalău - Dinamo Bucarest                     | 1-3 | 19-25, 25-18, 20-25, 21-25        |
| 20-10            | Universitatea Cluj - Arcada Galați              | 0-3 | 14-25, 13-25, 17-25               |

| Terza giornata |                                      |     |                                   |
|                |                                      |     |                                   |
| 28-10          | Arcada Galați - Steaua Bucarest      | 3-2 | 23-25, 25-20, 25-22, 16-25, 15-10 |
| 27-10          | Dinamo Bucarest - Universitatea Cluj | 3-0 | 25-16, 25-16, 25-17               |
| 28-10          | CSM Constanța - SCM Zalău            | 3-1 | 25-21, 19-25, 25-20, 25-21        |
| 28-10          | Universitatea Craiova - Baia Mare    | 3-0 | 25-18, 25-23, 25-19               |
| 28-10          | Unirea Dej - Universitatea Timișoara | 3-0 | 25-15, 25-22, 25-18               |
| 28-10          | Rapid Bucarest - Corona Brașov       | 0-3 | 22-25, 19-25, 22-25               |

| Quarta giornata |                                          |     |                                   |
|                 |                                          |     |                                   |
| 04-11           | Steaua Bucarest - Corona Brașov          | 0-3 | 21-25, 20-25, 22-25               |
| 04-11           | Universitatea Timișoara - Rapid Bucarest | 0-3 | 13-25, 19-25, 17-25               |
| 04-11           | Baia Mare - Unirea Dej                   | 3-2 | 21-25, 25-18, 25-18, 21-25, 15-12 |
| 06-11           | SCM Zalău - Universitatea Craiova        | 3-2 | 18-25, 25-20, 25-22, 23-25, 15-13 |
| 04-11           | Universitatea Cluj - CSM Constanța       | 1-3 | 18-25, 25-14, 18-25, 16-25        |
| 02-11           | Arcada Galați - Dinamo Bucarest          | 3-0 | 25-16, 25-21, 25-20               |

| Quinta giornata |                                            |     |                                   |
|                 |                                            |     |                                   |
| 11-11           | Dinamo Bucarest - Steaua Bucarest          | 2-3 | 25-17, 25-22, 22-25, 22-25, 10-15 |
| 05-01           | CSM Constanța - Arcada Galați              | 0-3 | 19-25, 19-25, 18-25               |
| 10-11           | Universitatea Craiova - Universitatea Cluj | 3-0 | 25-15, 25-16, 25-13               |
| 11-11           | Unirea Dej - SCM Zalău                     | 1-3 | 25-20, 23-25, 24-26, 24-26        |
| 11-11           | Rapid Bucarest - Baia Mare                 | 3-0 | 25-21, 25-14, 25-16               |
| 11-11           | Corona Brașov - Universitatea Timișoara    | 3-0 | 25-12, 25-13, 25-15               |

| Sesta giornata |                                           |     |                            |
|                |                                           |     |                            |
| 18-11          | Steaua Bucarest - Universitatea Timișoara | 3-0 | 25-13, 25-13, 25-15        |
| 19-11          | Baia Mare - Corona Brașov                 | 1-3 | 25-21, 17-25, 17-25, 16-25 |
| 18-11          | SCM Zalău - Rapid Bucarest                | 1-3 | 32-30, 20-25, 23-25, 13-25 |
| 18-11          | Universitatea Cluj - Unirea Dej           | 0-3 | 20-25, 23-25, 18-25        |
| 18-11          | Universitatea Craiova - Arcada Galați     | 0-3 | 23-25, 23-25, 18-25        |
| 18-11          | Dinamo Bucarest - CSM Constanța           | 3-1 | 25-22, 23-25, 25-10, 25-15 |

| Settima giornata |                                         |     |                            |
|                  |                                         |     |                            |
| 25-11            | CSM Constanța - Steaua Bucarest         | 0-3 | 17-25, 16-25, 21-25        |
| 26-11            | Universitatea Craiova - Dinamo Bucarest | 1-3 | 22-25, 17-25, 25-17, 23-25 |
| 25-11            | Unirea Dej - Arcada Galați              | 0-3 | 16-25, 23-25, 13-25        |
| 25-11            | Rapid Bucarest - Universitatea Cluj     | 3-0 | 25-23, 25-12, 25-21        |
| 24-11            | Corona Brașov - SCM Zalău               | 3-1 | 25-22, 25-23, 16-25, 25-14 |
| 25-11            | Universitatea Timișoara - Baia Mare     | 1-3 | 23-25, 19-25, 25-21, 15-25 |

| Ottava giornata |                                       |     |                            |
|                 |                                       |     |                            |
| 02-12           | Steaua Bucarest - Baia Mare           | 3-0 | 25-20, 25-18, 25-20        |
| 02-12           | SCM Zalău - Universitatea Timișoara   | 3-0 | 25-18, 25-19, 25-19        |
| 02-12           | Universitatea Cluj - Corona Brașov    | 0-3 | 14-25, 15-25, 23-25        |
| 02-12           | Arcada Galați - Rapid Bucarest        | 3-0 | 25-22, 25-17, 25-22        |
| 02-12           | Dinamo Bucarest - Unirea Dej          | 3-0 | 25-16, 30-28, 25-19        |
| 04-12           | CSM Constanța - Universitatea Craiova | 1-3 | 17-25, 20-25, 25-18, 16-25 |

| Nona giornata |                                              |     |                            |
|               |                                              |     |                            |
| 09-12         | Universitatea Craiova - Steaua Bucarest      | 3-0 | 25-21, 27-25, 25-21        |
| 09-12         | Unirea Dej - CSM Constanța                   | 0-3 | 16-25, 22-25, 17-25        |
| 10-12         | Rapid Bucarest - Dinamo Bucarest             | 1-3 | 23-25, 18-25, 25-16, 21-25 |
| 09-12         | Corona Brașov - Arcada Galați                | 3-0 | 25-18, 25-17, 25-22        |
| 09-12         | Universitatea Timișoara - Universitatea Cluj | 3-1 | 25-21, 23-25, 26-24, 25-22 |
| 09-12         | Baia Mare - SCM Zalău                        | 3-1 | 25-17, 25-27, 25-21, 25-18 |

| Decima giornata |                                         |     |                            |
|                 |                                         |     |                            |
| 17-12           | Steaua Bucarest - SCM Zalău             | 1-3 | 25-22, 22-25, 19-25, 22-25 |
| 14-12           | Universitatea Cluj - Baia Mare          | 0-3 | 20-25, 19-25, 16-25        |
| 15-12           | Arcada Galați - Universitatea Timișoara | 3-0 | 25-12, 25-19, 25-12        |
| 17-12           | Dinamo Bucarest - Corona Brașov         | 0-3 | 26-28, 16-25, 22-25        |
| 16-12           | CSM Constanța - Rapid Bucarest          | 0-3 | 14-25, 14-25, 20-25        |
| 16-12           | Universitatea Craiova - Unirea Dej      | 3-0 | 25-16, 25-13, 25-16        |

| Undicesima giornata |                                           |     |                                  |
|                     |                                           |     |                                  |
| 12-01               | Steaua Bucarest - Unirea Dej              | 3-0 | 25-19, 25-10, 25-14              |
| 23-12               | Rapid Bucarest - Universitatea Craiova    | 3-0 | 25-18, 25-18, 25-20              |
| 22-12               | Corona Brașov - CSM Constanța             | 3-0 | 25-19, 25-23, 25-22              |
| 22-12               | Universitatea Timișoara - Dinamo Bucarest | 2-3 | 25-23, 13-25, 25-23, 10-25, 8-15 |
| 23-12               | Baia Mare - Arcada Galați                 | 1-3 | 22-25, 16-25, 25-19, 20-25       |
| 23-12               | SCM Zalău - Universitatea Cluj            | 3-0 | 25-8, 25-13, 25-23               |

| Dodicesima giornata |                                         |     |                                  |
|                     |                                         |     |                                  |
| 13-01               | Steaua Bucarest - Universitatea Cluj    | 3-0 | 25-22, 25-19, 25-22              |
| 12-03               | SCM Zalău - Arcada Galați               | 0-3 | 21-25, 16-25, 23-25              |
| 13-01               | Baia Mare - Dinamo Bucarest             | 0-3 | 22-25, 22-25, 15-25              |
| 13-01               | Universitatea Timișoara - CSM Constanța | 1-3 | 20-25, 28-30, 26-24, 15-25       |
| 16-01               | Corona Brașov - Universitatea Craiova   | 3-2 | 22-25, 25-22, 17-25, 25-18, 15-9 |
| 13-01               | Rapid Bucarest - Unirea Dej             | 3-1 | 25-10, 21-25, 25-14, 25-15       |

| Tredicesima giornata |                                                 |     |                                   |
|                      |                                                 |     |                                   |
| 20-01                | Rapid Bucarest - Steaua Bucarest                | 3-0 | 25-17, 26-24, 25-17               |
| 20-01                | Unirea Dej - Corona Brașov                      | 0-3 | 16-25, 15-25, 23-25               |
| 20-01                | Universitatea Craiova - Universitatea Timișoara | 3-1 | 25-11, 15-25, 25-13, 25-12        |
| 20-01                | CSM Constanța - Baia Mare                       | 3-0 | 26-24, 25-21, 28-26               |
| 20-01                | Dinamo Bucarest - SCM Zalău                     | 3-2 | 21-25, 20-25, 25-14, 27-25, 15-12 |
| 20-01                | Arcada Galați - Universitatea Cluj              | 3-0 | 25-19, 25-12, 25-14               |

| Quattordicesima giornata |                                      |     |                            |
|                          |                                      |     |                            |
| 24-01                    | Steaua Bucarest - Arcada Galați      | 3-1 | 25-21, 21-25, 25-19, 25-19 |
| 19-02                    | Universitatea Cluj - Dinamo Bucarest | 0-3 | 14-25, 19-25, 20-25        |
| 24-01                    | SCM Zalău - CSM Constanța            | 3-1 | 25-23, 36-38, 25-11, 25-13 |
| 24-01                    | Baia Mare - Universitatea Craiova    | 1-3 | 16-25, 25-19, 23-25, 20-25 |
| 24-01                    | Universitatea Timișoara - Unirea Dej | 0-3 | 19-25, 19-25, 15-25        |
| 24-01                    | Corona Brașov - Rapid Bucarest       | 0-3 | 23-25, 16-25, 24-26        |

| Quindicesima giornata |                                          |     |                                   |
|                       |                                          |     |                                   |
| 28-01                 | Corona Brașov - Steaua Bucarest          | 3-1 | 25-22, 25-22, 23-25, 25-18        |
| 14-03                 | Rapid Bucarest - Universitatea Timișoara | 3-1 | 25-20, 21-25, 25-18, 25-21        |
| 27-01                 | Unirea Dej - Baia Mare                   | 0-3 | 19-25, 23-25, 25-27               |
| 27-01                 | Universitatea Craiova - SCM Zalău        | 3-2 | 24-26, 25-20, 25-16, 21-25, 22-20 |
| 27-01                 | CSM Constanța - Universitatea Cluj       | 3-0 | 25-18, 25-21, 25-15               |
| 27-01                 | Dinamo Bucarest - Arcada Galați          | 0-3 | 19-25, 23-25, 22-25               |

| Sedicesima giornata |                                            |     |                                  |
|                     |                                            |     |                                  |
| 03-02               | Steaua Bucarest - Dinamo Bucarest          | 3-2 | 20-25, 25-17, 26-24, 22-25, 15-8 |
| 03-02               | Arcada Galați - CSM Constanța              | 3-1 | 21-25, 25-17, 25-21, 25-20       |
| 03-02               | Universitatea Cluj - Universitatea Craiova | 0-3 | 15-25, 24-26, 21-25              |
| 03-02               | SCM Zalău - Unirea Dej                     | 3-1 | 25-12, 23-25, 25-18, 25-17       |
| 03-02               | Baia Mare - Rapid Bucarest                 | 1-3 | 22-25, 19-25, 25-23, 18-25       |
| 03-02               | Universitatea Timișoara - Corona Brașov    | 0-3 | 16-25, 18-25, 19-25              |

| Diciassettesima giornata |                                           |     |                            |
|                          |                                           |     |                            |
| 10-02                    | Universitatea Timișoara - Steaua Bucarest | 1-3 | 25-21, 18-25, 19-25, 23-25 |
| 10-02                    | Corona Brașov - Baia Mare                 | 3-1 | 25-19, 20-25, 25-20, 25-18 |
| 10-02                    | Rapid Bucarest - SCM Zalău                | 3-1 | 25-20, 20-25, 25-16, 25-21 |
| 10-02                    | Unirea Dej - Universitatea Cluj           | 3-0 | 25-16, 25-17, 25-21        |
| 10-02                    | Arcada Galați - Universitatea Craiova     | 3-0 | 25-15, 25-21, 26-24        |
| 10-02                    | CSM Constanța - Dinamo Bucarest           | 3-0 | 25-19, 25-21, 25-20        |

| Diciottesima giornata |                                         |     |                                   |
|                       |                                         |     |                                   |
| 14-02                 | Steaua Bucarest - CSM Constanța         | 2-3 | 25-22, 18-25, 25-17, 21-25, 13-15 |
| 14-02                 | Dinamo Bucarest - Universitatea Craiova | 3-1 | 25-21, 25-22, 19-25, 27-25        |
| 14-02                 | Arcada Galați - Unirea Dej              | 3-0 | 25-15, 25-19, 25-22               |
| 04-02                 | Universitatea Cluj - Rapid Bucarest     | 0-3 | 14-25, 23-25, 17-25               |
| 14-02                 | SCM Zalău - Corona Brașov               | 2-3 | 23-25, 27-25, 25-18, 23-25, 10-15 |
| 14-02                 | Baia Mare - Universitatea Timișoara     | 3-0 | 25-18, 25-9, 25-14                |

| Diciannovesima giornata |                                       |     |                            |
|                         |                                       |     |                            |
| 17-02                   | Baia Mare - Steaua Bucarest           | 3-1 | 25-20, 25-21, 21-25, 28-26 |
| 17-02                   | Universitatea Timișoara - SCM Zalău   | 0-3 | 14-25, 24-26, 12-25        |
| 17-02                   | Corona Brașov - Universitatea Cluj    | 3-1 | 25-27, 25-11, 25-16, 25-16 |
| 17-02                   | Rapid Bucarest - Arcada Galați        | 3-0 | 25-17, 29-27, 30-28        |
| 17-02                   | Unirea Dej - Dinamo Bucarest          | 0-3 | 24-26, 22-25, 17-25        |
| 17-02                   | Universitatea Craiova - CSM Constanța | 3-0 | 25-16, 25-18, 25-20        |

| Ventesima giornata |                                              |     |                                   |
|                    |                                              |     |                                   |
| 24-02              | Steaua Bucarest - Universitatea Craiova      | 3-2 | 25-21, 26-28, 21-25, 25-14, 19-17 |
| 24-02              | CSM Constanța - Unirea Dej                   | 3-1 | 25-17, 25-21, 21-25, 25-17        |
| 24-02              | Dinamo Bucarest - Rapid Bucarest             | 0-3 | 21-25, 20-25, 17-25               |
| 24-02              | Arcada Galați - Corona Brașov                | 3-0 | 25-23, 25-19, 25-23               |
| 24-02              | Universitatea Cluj - Universitatea Timișoara | 3-1 | 25-20, 24-26, 25-16, 25-22        |
| 24-02              | SCM Zalău - Baia Mare                        | 0-3 | 18-25, 21-25, 22-25               |

| Ventunesima giornata |                                         |     |                                   |
|                      |                                         |     |                                   |
| 09-03                | SCM Zalău - Steaua Bucarest             | 2-3 | 25-22, 20-25, 25-23, 23-25, 21-23 |
| 07-03                | Baia Mare - Universitatea Cluj          | 3-0 | 25-15, 26-24, 25-13               |
| 10-03                | Universitatea Timișoara - Arcada Galați | 0-3 | 16-25, 14-25, 24-26               |
| 09-03                | Corona Brașov - Dinamo Bucarest         | 1-3 | 17-25, 25-15, 21-25, 25-27        |
| 09-03                | Rapid Bucarest - CSM Constanța          | 3-0 | 31-29, 25-16, 25-21               |
| 09-03                | Unirea Dej - Universitatea Craiova      | 1-3 | 25-16, 7-25, 14-25, 19-25         |

| Ventiduesima giornata |                                           |     |                     |
|                       |                                           |     |                     |
| 12-03                 | Unirea Dej - Steaua Bucarest              | 0-3 | 18-25, 12-25, 24-26 |
| 16-03                 | Universitatea Craiova - Rapid Bucarest    | 0-3 | 21-25, 28-30, 23-25 |
| 16-03                 | CSM Constanța - Corona Brașov             | 0-3 | 23-25, 17-25, 24-26 |
| 16-03                 | Dinamo Bucarest - Universitatea Timișoara | 3-0 | 25-17, 25-14, 25-18 |
| 16-03                 | Arcada Galați - Baia Mare                 | 3-0 | 25-22, 25-16, 25-14 |
| 16-03                 | Universitatea Cluj - SCM Zalău            | 0-3 | 22-25, 15-25, 21-25 |

#### Classifica
| Pos. | Squadra                 | Pt | G  | V  | P  | SV | SP | Ratio | PF    | PS    | Ratio |
| ---- | ----------------------- | -- | -- | -- | -- | -- | -- | ----- | ----- | ----- | ----- |
| 1.   | Arcada Galați           | 56 | 22 | 19 | 3  | 58 | 13 | 4,462 | 1 711 | 1 421 | 1,204 |
| 2.   | Rapid Bucarest          | 55 | 22 | 18 | 4  | 57 | 17 | 3,353 | 1 802 | 1 509 | 1,194 |
| 3.   | Corona Brașov           | 53 | 22 | 18 | 4  | 57 | 21 | 2,714 | 1 850 | 1 592 | 1,162 |
| 4.   | Dinamo Bucarest         | 45 | 22 | 15 | 7  | 49 | 31 | 1,581 | 1 818 | 1 674 | 1,086 |
| 5.   | Universitatea Craiova   | 40 | 22 | 13 | 9  | 47 | 35 | 1,343 | 1 871 | 1 710 | 1,094 |
| 6.   | Steaua Bucarest         | 39 | 22 | 14 | 8  | 49 | 36 | 1,361 | 1 933 | 1 792 | 1,079 |
| 7.   | CSM Constanța           | 31 | 22 | 11 | 11 | 37 | 41 | 0,902 | 1 700 | 1 754 | 0,969 |
| 8.   | SCM Zalău               | 30 | 22 | 9  | 13 | 41 | 45 | 0,911 | 1 935 | 1 910 | 1,013 |
| 9.   | Baia Mare               | 27 | 22 | 9  | 13 | 34 | 44 | 0,773 | 1 697 | 1 747 | 0,971 |
| 10.  | Unirea Dej              | 13 | 22 | 4  | 18 | 19 | 54 | 0,352 | 1 433 | 1 717 | 0,835 |
| 11.  | Universitatea Timișoara | 4  | 22 | 1  | 21 | 11 | 64 | 0,172 | 1 346 | 1 836 | 0,733 |
| 12.  | Universitatea Cluj      | 3  | 22 | 1  | 21 | 6  | 64 | 0,094 | 1 290 | 1 724 | 0,748 |

      Qualificata ai play-off scudetto.
      Qualificata ai play-out retrocessione.

### Play-off scudetto

#### Tabellone
|  | Quarti di finale | Quarti di finale      | Quarti di finale | Quarti di finale | Quarti di finale |   |                | Semifinali    | Semifinali     | Semifinali | Semifinali | Semifinali |                 |                 | Finale          | Finale          | Finale          | Finale          | Finale          | Finale | Finale |  |
|  |                  |                       |                  |                  |                  |   |                |               |                |            |            |            |                 |                 |                 |                 |                 |                 |                 |        |        |  |
|  | 1                | Arcada Galați         | 3                | 0                | 3                |   |                |               |                |            |            |            |                 |                 |                 |                 |                 |                 |                 |        |        |  |
|  | 1                | Arcada Galați         | 3                | 0                | 3                |   |                |               |                |            |            |            |                 |                 |                 |                 |                 |                 |                 |        |        |  |
|  | 8                | SCM Zalău             | 0                | 3                | 0                |   |                |               |                |            |            |            |                 |                 |                 |                 |                 |                 |                 |        |        |  |
|  | 8                | SCM Zalău             | 0                | 3                | 0                |   | 1              | Arcada Galați | 3              | 2          | 3          |            |                 |                 |                 |                 |                 |                 |                 |        |        |  |
|  |                  |                       |                  |                  |                  |   | 1              | Arcada Galați | 3              | 2          | 3          |            |                 |                 |                 |                 |                 |                 |                 |        |        |  |
|  |                  |                       | 4                | Dinamo Bucarest  | 1                | 3 | 2              |               |                |            |            |            |                 |                 |                 |                 |                 |                 |                 |        |        |  |
|  | 4                | Dinamo Bucarest       | 4                | Dinamo Bucarest  | 1                | 3 | 2              | 3             | 0              | 3          |            |            |                 |                 |                 |                 |                 |                 |                 |        |        |  |
|  | 4                | Dinamo Bucarest       |                  |                  |                  |   |                |               |                | 3          |            |            |                 |                 |                 |                 |                 |                 |                 |        |        |  |
|  | 5                | Universitatea Craiova | 2                | 3                | 1                |   |                |               |                |            |            |            |                 |                 |                 |                 |                 |                 |                 |        |        |  |
|  | 5                | Universitatea Craiova | 2                | 3                | 1                |   | 1              | Arcada Galați | 2              | 3          | 0          | 1          |                 |                 |                 |                 |                 |                 |                 |        |        |  |
|  |                  |                       |                  |                  |                  |   |                |               |                |            |            |            |                 |                 |                 |                 |                 |                 |                 |        |        |  |
|  |                  |                       | 3                | Corona Brașov    | 3                | 0 | 3              | 3             |                |            |            |            |                 |                 |                 |                 |                 |                 |                 |        |        |  |
|  | 2                | Rapid Bucarest        | 3                | Corona Brașov    | 3                | 0 | 3              | 3             | 3              | 3          |            |            |                 |                 |                 |                 |                 |                 |                 |        |        |  |
|  | 2                | Rapid Bucarest        |                  |                  |                  |   |                |               | 3              | 3          |            |            |                 |                 |                 |                 |                 |                 |                 |        |        |  |
|  | 7                | CSM Constanța         | 1                | 1                |                  |   |                |               |                |            |            |            |                 |                 |                 |                 |                 |                 |                 |        |        |  |
|  | 7                | CSM Constanța         | 1                | 1                |                  | 2 | Rapid Bucarest | 2             | 3              | 1          |            |            | Finale 3º posto | Finale 3º posto | Finale 3º posto | Finale 3º posto | Finale 3º posto | Finale 3º posto | Finale 3º posto |        |        |  |
|  |                  |                       |                  |                  |                  | 2 | Rapid Bucarest | 2             | 3              | 1          |            |            |                 |                 |                 |                 |                 |                 |                 |        |        |  |
|  |                  |                       | 3                | Corona Brașov    | 3                | 1 | 3              |               |                |            |            |            |                 |                 |                 |                 |                 |                 |                 |        |        |  |
|  | 3                | Corona Brașov         | 3                | Corona Brașov    | 3                | 1 | 3              | 3             | 3              |            |            |            | 4               | Dinamo Bucarest | 1               | 3               | 0               | 3               | 0               |        |        |  |
|  | 3                | Corona Brașov         |                  |                  |                  |   |                |               |                |            |            |            | 4               | Dinamo Bucarest | 1               | 3               | 0               | 3               | 0               |        |        |  |
|  | 6                | Steaua Bucarest       | 0                | 1                |                  |   |                | 2             | Rapid Bucarest | 3          | 2          | 3          | 0               | 3               |                 |                 |                 |                 |                 |        |        |  |

#### Risultati

##### Quarti di finale
| Gara 1 |                                         |     |                                   |
|        |                                         |     |                                   |
| 22-03  | Arcada Galați - SCM Zalău               | 3-0 | 25-14, 25-22, 25-20               |
| 22-03  | Rapid Bucarest - CSM Constanța          | 3-1 | 25-27, 25-21, 27-25, 26-24        |
| 23-03  | Corona Brașov - Steaua Bucarest         | 3-0 | 25-17, 25-14, 28-26               |
| 23-03  | Dinamo Bucarest - Universitatea Craiova | 3-2 | 23-25, 23-25, 25-22, 25-23, 19-17 |

| Gara 2 |                                         |     |                            |
|        |                                         |     |                            |
| 27-03  | SCM Zalău - Arcada Galați               | 3-0 | 25-18, 26-24, 27-25        |
| 27-03  | CSM Constanța - Rapid Bucarest          | 1-3 | 18-25, 25-23, 19-25, 16-25 |
| 27-03  | Steaua Bucarest - Corona Brașov         | 1-3 | 18-25, 26-24, 22-25, 22-25 |
| 27-03  | Universitatea Craiova - Dinamo Bucarest | 3-0 | 25-13, 25-20, 25-22        |

| Gara 3 |                                         |     |                            |
|        |                                         |     |                            |
| 30-03  | Arcada Galați - SCM Zalău               | 3-0 | 25-20, 25-18, 25-14        |
| 31-03  | Dinamo Bucarest - Universitatea Craiova | 3-1 | 25-15, 24-26, 25-21, 25-16 |

##### Semifinali
| Gara 1 |                                 |     |                                  |
|        |                                 |     |                                  |
| 06-04  | Arcada Galați - Dinamo Bucarest | 3-1 | 20-25, 25-21, 25-19, 25-17       |
| 06-04  | Rapid Bucarest - Corona Brașov  | 2-3 | 23-25, 25-19, 25-20, 22-25, 9-15 |

| Gara 2 |                                 |     |                                   |
|        |                                 |     |                                   |
| 10-04  | Dinamo Bucarest - Arcada Galați | 3-2 | 26-24, 12-25, 25-18, 16-25, 15-11 |
| 10-04  | Corona Brașov - Rapid Bucarest  | 1-3 | 20-25, 25-18, 12-25, 20-25        |

| Gara 3 |                                 |     |                                  |
|        |                                 |     |                                  |
| 13-04  | Arcada Galați - Dinamo Bucarest | 3-2 | 25-14, 21-25, 23-25, 25-23, 15-9 |
| 14-04  | Rapid Bucarest - Corona Brașov  | 1-3 | 14-25, 20-25, 26-24, 19-25       |

##### Finale 3º posto
| Gara 1 |                                  |     |                            |
|        |                                  |     |                            |
| 20-04  | Rapid Bucarest - Dinamo Bucarest | 3-1 | 23-25, 27-25, 27-25, 27-25 |

| Gara 2 |                                  |     |                                   |
|        |                                  |     |                                   |
| 21-04  | Rapid Bucarest - Dinamo Bucarest | 2-3 | 22-25, 25-21, 26-28, 25-21, 12-15 |

| Gara 3 |                                  |     |                     |
|        |                                  |     |                     |
| 27-04  | Dinamo Bucarest - Rapid Bucarest | 0-3 | 19-25, 21-25, 22-25 |

| Gara 4 |                                  |     |                     |
|        |                                  |     |                     |
| 28-04  | Dinamo Bucarest - Rapid Bucarest | 3-0 | 25-20, 25-18, 25-22 |

| Gara 5 |                                  |     |                     |
|        |                                  |     |                     |
| 01-05  | Rapid Bucarest - Dinamo Bucarest | 3-0 | 25-23, 25-23, 25-18 |

##### Finale
| Gara 1 |                               |     |                                   |
|        |                               |     |                                   |
| 21-04  | Arcada Galați - Corona Brașov | 2-3 | 16-25, 25-19, 17-25, 25-20, 12-15 |

| Gara 2 |                               |     |                     |
|        |                               |     |                     |
| 22-04  | Arcada Galați - Corona Brașov | 3-0 | 25-20, 25-21, 25-18 |

| Gara 3 |                               |     |                     |
|        |                               |     |                     |
| 28-04  | Corona Brașov - Arcada Galați | 3-0 | 25-18, 25-21, 25-20 |

| Gara 4 |                               |     |                            |
|        |                               |     |                            |
| 29-04  | Corona Brașov - Arcada Galați | 3-1 | 24-26, 25-21, 25-21, 25-19 |

### Play-off 5º posto

#### Tabellone
|  | Semifinali | Semifinali            | Semifinali | Semifinali      | Semifinali |   |   | Finale 5º posto | Finale 5º posto       | Finale 5º posto | Finale 5º posto | Finale 5º posto |  |
|  |            |                       |            |                 |            |   |   |                 |                       |                 |                 |                 |  |
|  | 5          | Universitatea Craiova | 1          | 3               | 1          |   |   |                 |                       |                 |                 |                 |  |
|  | 5          | Universitatea Craiova | 1          | 3               | 1          |   |   |                 |                       |                 |                 |                 |  |
|  | 8          | SCM Zalău             | 3          | 2               | 3          |   |   |                 |                       |                 |                 |                 |  |
|  | 8          | SCM Zalău             | 3          | 2               | 3          |   | 8 | SCM Zalău       | 3                     | 3               |                 |                 |  |
|  |            |                       |            |                 |            |   | 8 | SCM Zalău       | 3                     | 3               |                 |                 |  |
|  |            |                       | 6          | Steaua Bucarest | 2          | 2 |   |                 |                       |                 |                 |                 |  |
|  | 6          | Steaua Bucarest       | 6          | Steaua Bucarest | 2          | 2 | 3 | 3               |                       |                 |                 |                 |  |
|  | 6          | Steaua Bucarest       |            |                 |            |   | 3 | 3               |                       |                 |                 |                 |  |
|  | 7          | CSM Constanța         | 1          | 1               |            |   |   | Finale 7º posto | Finale 7º posto       | Finale 7º posto | Finale 7º posto | Finale 7º posto |  |
|  | 7          | CSM Constanța         | 1          | 1               |            |   |   |                 |                       |                 |                 |                 |  |
|  |            |                       |            |                 |            |   |   |                 |                       |                 |                 |                 |  |
|  |            |                       |            |                 |            |   |   | 5               | Universitatea Craiova | 2               | 3               | 2               |  |
|  |            |                       |            |                 |            |   |   | 5               | Universitatea Craiova | 2               | 3               | 2               |  |
|  |            |                       |            |                 |            |   |   | 7               | CSM Constanța         | 3               | 0               | 3               |  |

#### Risultati

##### Semifinali
| Gara 1 |                                   |     |                            |
|        |                                   |     |                            |
| 06-04  | Universitatea Craiova - SCM Zalău | 1-3 | 22-25, 21-25, 25-19, 21-25 |
| 06-04  | Steaua Bucarest - CSM Constanța   | 3-1 | 21-25, 28-26, 25-18, 25-18 |

| Gara 2 |                                   |     |                                   |
|        |                                   |     |                                   |
| 10-04  | SCM Zalău - Universitatea Craiova | 2-3 | 25-18, 20-25, 24-26, 25-18, 11-15 |
| 10-04  | CSM Constanța - Steaua Bucarest   | 1-3 | 16-25, 25-19, 24-26, 20-25        |

| Gara 3 |                                   |     |                            |
|        |                                   |     |                            |
| 13-04  | Universitatea Craiova - SCM Zalău | 1-3 | 21-25, 20-25, 25-23, 13-25 |

##### Finale 7º posto
| Gara 1 |                                       |     |                                   |
|        |                                       |     |                                   |
| 20-04  | CSM Constanța - Universitatea Craiova | 3-2 | 23-25, 26-24, 11-25, 25-21, 15-10 |

| Gara 2 |                                       |     |                     |
|        |                                       |     |                     |
| 27-04  | Universitatea Craiova - CSM Constanța | 3-0 | 25-23, 25-19, 25-18 |

| Gara 3 |                                       |     |                                   |
|        |                                       |     |                                   |
| 01-05  | CSM Constanța - Universitatea Craiova | 3-2 | 21-25, 25-19, 25-21, 19-25, 15-11 |

##### Finale 5º posto
| Gara 1 |                             |     |                                   |
|        |                             |     |                                   |
| 20-04  | SCM Zalău - Steaua Bucarest | 3-2 | 25-22, 25-22, 26-28, 20-25, 15-10 |

| Gara 2 |                             |     |                                   |
|        |                             |     |                                   |
| 27-04  | Steaua Bucarest - SCM Zalău | 2-3 | 25-17, 25-23, 18-25, 20-25, 10-15 |

### Play-out retrocessione

#### Tabellone
|  | Semifinali | Semifinali              | Semifinali | Semifinali | Semifinali | Semifinali | Semifinali |           |   | Finale 9º posto  | Finale 9º posto         | Finale 9º posto  | Finale 9º posto  | Finale 9º posto  |  |
|  |            |                         |            |            |            |            |            |           |   |                  |                         |                  |                  |                  |  |
|  | 9          | Baia Mare               | 3          | 3          | 3          |            |            |           |   |                  |                         |                  |                  |                  |  |
|  | 9          | Baia Mare               | 3          | 3          | 3          |            |            |           |   |                  |                         |                  |                  |                  |  |
|  | 12         | Universitatea Cluj      | 0          | 1          | 0          |            |            |           |   |                  |                         |                  |                  |                  |  |
|  | 12         | Universitatea Cluj      | 0          | 1          | 0          |            | 9          | Baia Mare | 3 | 3                |                         |                  |                  |                  |  |
|  |            |                         |            |            |            |            |            | Baia Mare | 3 | 3                |                         |                  |                  |                  |  |
|  |            |                         | 10         | Unirea Dej | 0          | 1          |            |           |   |                  |                         |                  |                  |                  |  |
|  | 10         | Unirea Dej              | 10         | Unirea Dej | 0          | 1          | 3          | 3         | 3 |                  |                         |                  |                  |                  |  |
|  | 10         | Unirea Dej              |            |            |            |            | 3          | 3         | 3 |                  |                         |                  |                  |                  |  |
|  | 11         | Universitatea Timișoara | 0          | 1          | 1          |            |            |           |   | Finale 11º posto | Finale 11º posto        | Finale 11º posto | Finale 11º posto | Finale 11º posto |  |
|  | 11         | Universitatea Timișoara | 0          | 1          | 1          |            |            |           |   |                  |                         |                  |                  |                  |  |
|  |            |                         |            |            |            |            |            |           |   |                  |                         |                  |                  |                  |  |
|  |            |                         |            |            |            |            |            |           |   | 12               | Universitatea Cluj      | 3                | 3                |                  |  |
|  |            |                         |            |            |            |            |            |           |   | 12               | Universitatea Cluj      | 3                | 3                |                  |  |
|  |            |                         |            |            |            |            |            |           |   | 11               | Universitatea Timișoara | 1                | 1                |                  |  |

#### Risultati

##### Semifinali
| Gara 1 |                                      |     |                     |
|        |                                      |     |                     |
| 23-03  | Baia Mare - Universitatea Cluj       | 3-0 | 25-20, 25-17, 25-18 |
| 23-03  | Unirea Dej - Universitatea Timișoara | 3-0 | 25-15, 25-15, 25-16 |

| Gara 2 |                                      |     |                            |
|        |                                      |     |                            |
| 24-03  | Baia Mare - Universitatea Cluj       | 3-1 | 24-26, 25-12, 25-19, 25-19 |
| 24-03  | Unirea Dej - Universitatea Timișoara | 3-1 | 25-21, 25-20, 21-25, 25-15 |

| Gara 3 |                                      |     |                            |
|        |                                      |     |                            |
| 30-03  | Universitatea Cluj - Baia Mare       | 0-3 | 20-25, 15-25, 20-25        |
| 30-03  | Universitatea Timișoara - Unirea Dej | 1-3 | 26-24, 23-25, 18-25, 23-25 |

##### Finale 11º posto
| Gara 1 |                                              |     |                            |
|        |                                              |     |                            |
| 13-04  | Universitatea Timișoara - Universitatea Cluj | 1-3 | 19-25, 26-24, 22-25, 18-25 |

| Gara 2 |                                              |     |                            |
|        |                                              |     |                            |
| 20-04  | Universitatea Cluj - Universitatea Timișoara | 3-1 | 25-23, 26-28, 25-23, 25-17 |

##### Finale 9º posto
| Gara 1 |                        |     |                     |
|        |                        |     |                     |
| 06-04  | Baia Mare - Unirea Dej | 3-0 | 25-16, 25-15, 25-21 |

| Gara 2 |                        |     |                            |
|        |                        |     |                            |
| 13-04  | Unirea Dej - Baia Mare | 1-3 | 25-17, 23-25, 17-25, 23-25 |

## Classifica finale
| Pos | Squadra                 | Qualificazione           |
| --- | ----------------------- | ------------------------ |
|     | Corona Brașov           | Champions League 2024-25 |
| 2   | Arcada Galați           | Coppa CEV 2024-25        |
| 3   | Rapid Bucarest          | Coppa CEV 2024-25        |
| 4   | Dinamo Bucarest         | Challenge Cup 2024-25    |
| 5   | SCM Zalău               | Challenge Cup 2024-25    |
| 6   | Steaua Bucarest         | BVA Cup 2024             |
| 7   | CSM Constanța           |                          |
| 8   | Universitatea Craiova   |                          |
| 9   | Baia Mare               |                          |
| 10  | Unirea Dej              |                          |
| 11  | Universitatea Cluj      | Divizia A2 2024-25       |
| 12  | Universitatea Timișoara | Divizia A2 2024-25       |

## Statistiche
| Rendimento individuale | Rendimento individuale | Rendimento individuale | Rendimento individuale |
| Pos.                   | Nome                   | Punti                  | Squadra                |
| ---------------------- | ---------------------- | ---------------------- | ---------------------- |
| 1                      | Amir Ghafour           | 562                    | Rapid Bucarest         |
| 2                      | Augusto Colito         | 494                    | Corona Brașov          |
| 2                      | Daniel Ramírez         | 494                    | Baia Mare              |
| 4                      | David Dinculescu       | 421                    | CSM Constanța          |
| 5                      | Rareș Bălean           | 384                    | Dinamo Bucarest        |
| 5                      | Alexandru Ionescu      | 384                    | SCM Zalău              |
| 7                      | Aaro Nikula            | 380                    | Arcada Galați          |
| 8                      | Christian Fromm        | 364                    | Rapid Bucarest         |
| 9                      | Mircea Peța            | 360                    | Steaua Bucarest        |
| 10                     | Ewoud Gommans          | 355                    | Corona Brașov          |

| Attacchi vincenti | Attacchi vincenti | Attacchi vincenti | Attacchi vincenti |
| Pos.              | Nome              | Punti             | Squadra           |
| ----------------- | ----------------- | ----------------- | ----------------- |
| 1                 | Amir Ghafour      | 475               | Rapid Bucarest    |
| 2                 | Daniel Ramírez    | 430               | Baia Mare         |
| 3                 | Augusto Colito    | 407               | Corona Brașov     |
| 4                 | David Dinculescu  | 373               | CSM Constanța     |
| 5                 | Aaro Nikula       | 340               | Arcada Galați     |
| 6                 | Alexandru Ionescu | 336               | SCM Zalău         |
| 7                 | Rareș Bălean      | 315               | Dinamo Bucarest   |
| 8                 | Ewoud Gommans     | 314               | Corona Brașov     |
| 9                 | Mircea Peța       | 312               | Steaua Bucarest   |
| 10                | Christian Fromm   | 298               | Rapid Bucarest    |

| Muri vincenti | Muri vincenti     | Muri vincenti | Muri vincenti         |
| Pos.          | Nome              | Punti         | Squadra               |
| ------------- | ----------------- | ------------- | --------------------- |
| 1             | Gojko Ćuk         | 105           | Universitatea Craiova |
| 2             | Ștefan Lupu       | 89            | Corona Brașov         |
| 3             | Šimon Krajčovič   | 79            | Steaua Bucarest       |
| 4             | Alejandro Vigil   | 71            | SCM Zalău             |
| 5             | Aliasghar Mojarad | 69            | Rapid Bucarest        |
| 6             | Răzvan Mihalcea   | 66            | Dinamo Bucarest       |
| 7             | Tudor Magdaș      | 60            | Corona Brașov         |
| 7             | Thiago Suárez     | 60            | SCM Zalău             |
| 9             | Robert Călin      | 59            | Universitatea Craiova |
| 10            | Wojciech Sobala   | 58            | Steaua Bucarest       |

| Battute vincenti | Battute vincenti | Battute vincenti | Battute vincenti        |
| Pos.             | Nome             | Punti            | Squadra                 |
| ---------------- | ---------------- | ---------------- | ----------------------- |
| 1                | Bela Bartha      | 41               | Dinamo Bucarest         |
| 2                | Roland Gergye    | 40               | Arcada Galați           |
| 3                | Amir Ghafour     | 39               | Rapid Bucarest          |
| 4                | Ciprian Matei    | 36               | Dinamo Bucarest         |
| 4                | Robert Varlan    | 36               | Universitatea Timișoara |
| 6                | Rareș Bălean     | 34               | Dinamo Bucarest         |
| 6                | Daniel Ramírez   | 34               | Baia Mare               |
| 8                | Marian Bala      | 33               | Arcada Galați           |
| 9                | Augusto Colito   | 31               | Corona Brașov           |
| 10               | Victor Simões    | 30               | SCM Zalău               |